# Kim Tu Bong

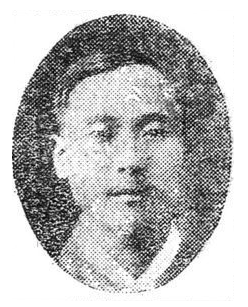
Kim Tu-bong

Kim Tu-bong (16 tháng 2 năm 1889 – 4 tháng 4 năm 1958 hay 1960) là một nhà chính trị Triều Tiên. Ông đã thành lập Đảng Tân Nhân dân. Sau khi Đảng Tân Nhân dân sáp nhập vào Đảng Lao động Bắc Triều Tiên năm 1946, ông trở thành Chủ tịch Đảng Lao động. Ông là Chủ tịch Quốc hội (Hội nghị Nhân dân Tối cao) của Bắc Triều Tiên từ năm 1948 đến năm 1957. Choi Yong-kun là người kế nhiệm ông.